# Comissari Europeu de Justícia, Drets Fonamentals i Ciutadania
El Comissari Europeu de Justícia, Drets Fonamentals i Ciutadania és un membre de la Comissió Europea responsable dels afers judicials, lleis d'igualtat, immigració i seguretat ciutadana. Així mateix és el responsable del control de l'Europol.
L'actual comissari responsable d'aquesta àrea és la luxemburguesa Viviane Reding.

## Orígens
Aquesta cartera fou creada l'any 1995 en la formació de la Comissió Santer, sent nomenada Comissari Europeu d'Immigració, Justícia i Seguretat. En la formació de la Comissió Prodi l'any 1999 adoptà el nom Comissari Europeu de Justícia, Llibertat i Seguretat. L'any 2010 es canvià a Comissari Europeu de Justícia, Drets Fonamentals i Ciutadania.

## Llista de Comissaris de Justícia, Drets Fonamentals i Ciutadania
| Comissió                                                      | Inici                                                | Finalització                                         | Nom                                                  | País                                                 | Partit                                               |
| Comissari Europeu d'Immigració, Justícia i Seguretat          | Comissari Europeu d'Immigració, Justícia i Seguretat | Comissari Europeu d'Immigració, Justícia i Seguretat | Comissari Europeu d'Immigració, Justícia i Seguretat | Comissari Europeu d'Immigració, Justícia i Seguretat | Comissari Europeu d'Immigració, Justícia i Seguretat |
| Santer                                                        |                                                      |                                                      |                                                      |                                                      |                                                      |
| ------------------------------------------------------------- | ---------------------------------------------------- | ---------------------------------------------------- | ---------------------------------------------------- | ---------------------------------------------------- | ---------------------------------------------------- |
| Santer                                                        | 23 de gener de 1995                                  | 15 de març de 1999                                   | Anita Gradin                                         | Suècia                                               | SDWP                                                 |
| Marín                                                         |                                                      |                                                      |                                                      |                                                      |                                                      |
| 16 de març de 1999                                            | 15 de setembre de 1999                               | Anita Gradin                                         | Suècia                                               | SDWP                                                 |                                                      |
| Comissari Europeu de Justícia, Llibertat i Seguretat          |                                                      |                                                      |                                                      |                                                      |                                                      |
| Prodi                                                         |                                                      |                                                      |                                                      |                                                      |                                                      |
| 16 de setembre de 1999                                        | 21 de novembre de 2004                               | António Vitorino                                     | Portugal                                             | PS                                                   |                                                      |
| Barroso I                                                     |                                                      |                                                      |                                                      |                                                      |                                                      |
| 22 de novembre de 2004                                        | 8 de maig de 2008                                    | Franco Frattini                                      | Itàlia                                               | FI                                                   |                                                      |
| 8 de maig de 2008                                             | 9 de febrer de 2010                                  | Jacques Barrot                                       | França                                               | UMP                                                  |                                                      |
| Comissari Europeu de Justícia, Drets Fonamentals i Ciutadania |                                                      |                                                      |                                                      |                                                      |                                                      |
| Barroso II                                                    |                                                      |                                                      |                                                      |                                                      |                                                      |
| 9 de febrer de 2010                                           | actualitat                                           | Viviane Reding                                       | Luxemburg                                            | CSV                                                  |                                                      |